# 뮌스터 대성당

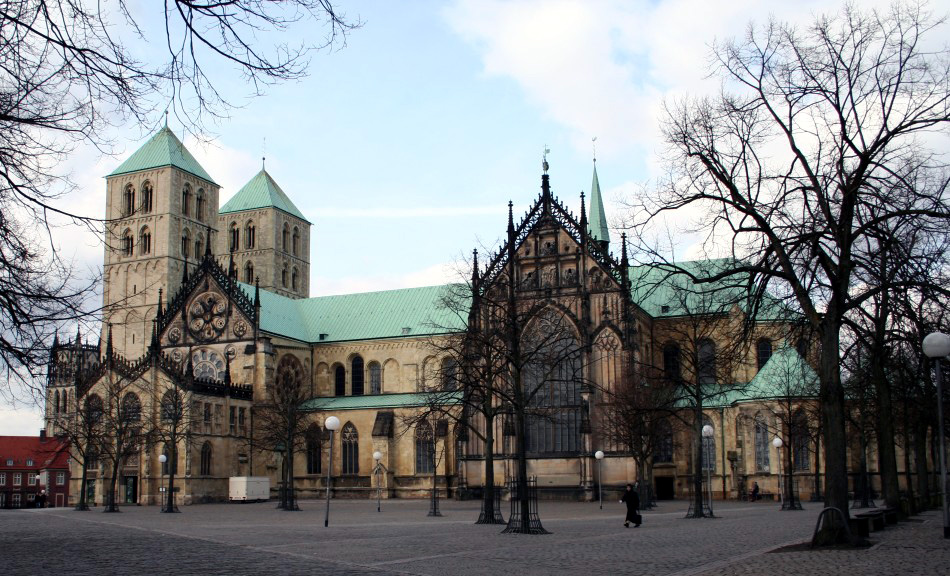
뮌스터 대성당

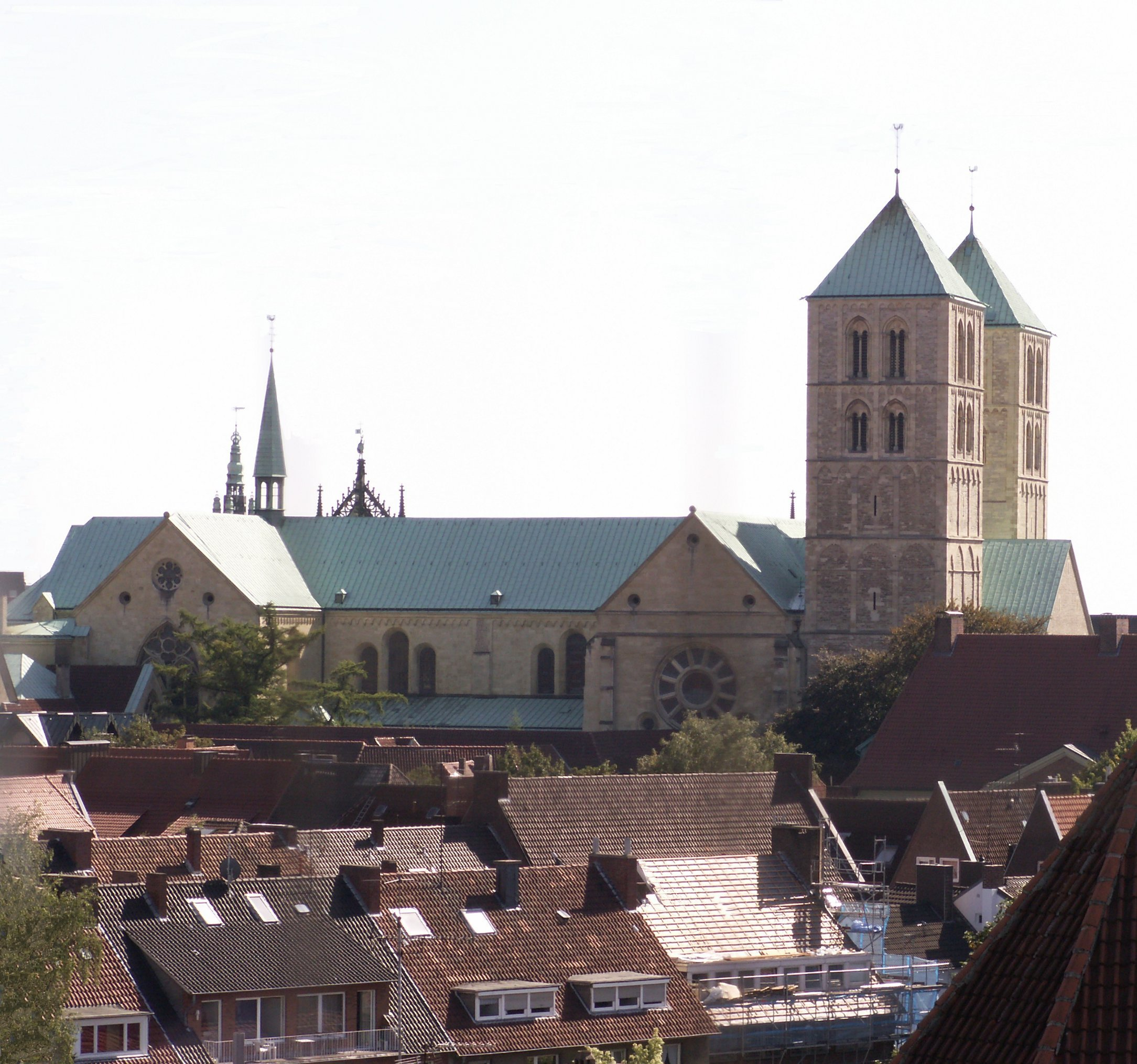
북쪽 방향에서 바라본 뮌스터 대성당

뮌스터 대성당 또는 뮌스터 주교좌 성당은 독일의 도시 뮌스터에 있는 로마 가톨릭교회의 대성당이다. 805년 뮌스터에 가톨릭 교구가 설립된 이래, 뮌스터 대성당은 뮌스터 교구의 대성당으로서의 역할뿐만이 아니라 뮌스터의 대표적인 건축물이자 역사적인 건축물로 자리매김해왔다.